# فهد الرشيدي (لاعب كرة قدم كويتي)
فهد محمد عايض الرشيدي، من مواليد 31 ديسمبر 1984، لاعب كرة قدم كويتي، ويلعب مع نادي السالمية ومنتخب الكويت لكرة القدم ، وهو شقيق حارس مرمي نادي القادسية الكويتي خالد الرشيدي.

## العروض التي قُدِّمت له
في يوم 29 مارس 2008 تواردت أخبار بأن نادي أم صلال القطري يريد ضم اللاعب إلى صفوفه في موسم 2008/2009 ، وفي يوم 3 ابريل 2008 قال متعهد اللاعب خليفة المطيري بأن اللاعب تلقى عروضا شفهية من نادي النصر السعودي ونادي الوحدة السعودي ونادي الإتفاق السعودي ونادي خليجي وتلقى عرضا من نادي الحزم للتجديد معه، وقال بأنهم سينتظرون حتى ينتهي عقد اللاعب لمناقشة انتقاله من عدمه ، وفي يوم 21 ابريل 2008 قال نادي الحزم بأنه اللاعب تلقى عرض من نادي الشباب السعودي ، في يوم 26 ابريل 2008 أعلن أحمد النمران عضو مجلس إدارة نادي التضامن الكويتي بأن النادي لم يتلق حتى الآن أي عرض رسمي لفهد الرشيدي.
في يوم 27 مايو 2008 أعلن راشد بن عبد العزيز بن سعود أحد أعضاء الشرف في نادي الهلال السعودي بأنه سيتكفل بضم فهد الرشيدي إلى صفوف الفريق إذا كان غير مرتبط مع أي نادي آخر.
دخل نادي الإتفاق السعودي في مفاوضات جدية لتوقيع عقد مع الرشيدي بعد أن عرض عليه 400 ألف دولار أمريكي وذلك بعد فسخ نادي الحزم عقد اللاعب ، وقال أحمد النمران مدير الكرة في نادي التضامن بأن النادي لم يتلق أي عرض رسمي لضم الرشيدي، وفي يوم 8 أغسطس 2008 قال الرشيدي بأن هناك مفاوضات مع أحد الأندية.

## إعارته إلى أم صلال
في يوم 8 مايو 2007، أعير فهد الرشيدي إلى نادي أم صلال القطري ، وكان هناك أحتمال أنه لن يستطيع المشاركة مع النادي لأن رئيس الإتحاد الكويتي لكرة القدم لم يوقع على الكتاب الذي يخوله باللعب في الخارج ، ولكن تم حل المشكلة وذلك بعد أن وقع عبد الحميد محمد على الكتاب.
وفي يوم 11 مايو 2007، خسر نادي أم صلال أمام نادي الخور القطري بهدف مقابل لا شيء.

## إعارته إلى السالمية
في يوم 29 أغسطس 2008 تلقى نادي التضامن عرضين لضم الرشيدي من نادي القادسية الكويتي ونادي السالمية ، ويريد السالمية لاعب يلعب في مركز رأس الحربة بديلا لفهد الفهد الذي عاد إلى نادي كاظمة ، ومن المحتمل أن يوقع الرشيدي عقدا مع نادي السالمية لمدة موسم واحد على سبيل الإعارة ، في يوم 3 سبتمبر 2008 قال الرشيدي بأنه لم يوقع مع نادي السالمية حتى الآن، ومن الأسباب التي دعته إلى الانتقال إلى نادي السالمية هي رغبته باللعب بجانب بشار عبد الله ، وفي يوم 4 سبتمبر 2008 وقع الرشيدي مع نادي السالمية لمدة موسم واحد على سبيل الإعارة بقيمة 70 ألف دينار كويتي، وقال أحمد النمران أمين السر المساعد في نادي التضامن بأنه سيقام مؤتمر للكشف عن تفاصيل انتقال الرشيدي إلى السالمية ، وقال فهد الرشيدي بأنه أراد الحصول على رقم 7، ولكن تبين بأن اللاعب ناصر العثمان هو الذي يرتديه فتم إعطاءه الرقم 20 الذي كان يرتديه جاسم الهويدي، وقد حصل فهد الرشيدي على 35 ألف دينار كويتي من قيمة الصفقة، بينما ذهبت ال35 ألف دينار الأخرى إلى إدارة التضامن ، وتمنى الرشيدي بأن يحصل على ربع ما حصل عليه جاسم الهويدي من مكانه وقدرة تهديفية.
ولم يشارك مع نادي السالمية في افتتاح مبارياته في بطولة كأس الاتحاد الكويتي 2008/2009 أمام نادي اليرموك لعدم تأقلمه مع الفريق ، وفي يوم 11 سبتمبر 2008 لعب مباراة الأولى من نادي السالمية أمام نادي القادسية الكويتي، وقد كان بديلا وقد ساهم بصنع هدف السالمية الوحيد لسعود سويد، وقد خسروا المباراة بنتيجة 1-3 ، وشارك في مباراة نادي السالمية مع نادي النصر الكويتي، والتي انتهت بفوز السالمية بهدف مقابل لا شيء، وقد حصل على فرصة ولعبها في القائم الأيسر ، وفي يوم 28 سبتمبر 2008 تم تسجيله في قائمة الفريق المشاركة في كأس الخليج للأندية 2008/2009 ، وفي يوم 9 أكتوبر 2008 سجل أول هدف له مع نادي السالمية في الدوري الكويتي أمام نادي كاظمة في المباراة التي انتهت بفوز نادي كاظمة بهدفين مقابل هدف ، وفي يوم 12 أكتوبر 2008 سجل الهدف الأول لفريقه في مرمى نادي العربي الكويتي ليفوز السالمية بنتيجة 2-1 ، وفي يوم 19 أكتوبر 2008 سجل هدف في مباراتهم مع نادي القادسية الكويتي في بطولة كأس الخليج للأندية 2008/2009 في دور الأربعة في المباراة التي خسروها بنتيجة 4-3 ، وفي يوم 5 نوفمبر 2008 سجل هدف في مباراتهم مع نادي القادسية الكويتي ليقودهم إلى الفوز عليهم بنتيجة 2-1 في الدوري الكويتي 2008/2009 ، وفي يوم 10 نوفمبر 2008 سجل هدف في مرمى نادي الكويت ليقود فريقه إلى التعادل بهدف لكلا الفريقين ، وفي يوم 28 نوفمبر 2008 تحصل على ركلة جزاء بعد أن تعرض للجذب من لاعب نادي التضامن الكويتي مساعد رحيل في مباراة الفريقين في افتتاح القسم الثاني من الدوري والتي انتهت بفوز السالمية 2-1 ، وفي يوم 5 فبراير 2009 قاد فريقه للفوز على نادي النصر الكويتي بهدف مقابل لا شيء بعد أن سجل هدف المباراة الوحيد.
قال حامد الوسمي في 24 نوفمبر 2008 أمين سر نادي السالمية بأن النادي سيطلب من نادي التضامن تجديد إعارته لموسم آخر بعد المستوى الذي قدمه مع الفرق الكبيرة مثل القادسية والكويت والعربي في الدوري الكويتي 2008/2009.

### إحصائياته مع السالمية
| البطولة                       | عدد المباريات | عدد الأهداف |
| ----------------------------- | ------------- | ----------- |
| كأس الاتحاد الكويتي 2008/2009 | 2             | 0           |
| الدوري الكويتي 2008/2009      | 12            | 5           |
| كأس الخليج للأندية 2008/2009  | 1             | 1           |
| المجموع                       | 15            | 6           |

## انتقاله للكرامة
في يوم 31 ديسمبر 2009 وقع عقداً مع نادي الكرامة لمدة ستة أشهر (1\1\2010 إلى 30\6\2010) على سبيل الإعارة وبمبلغ 45,000$.

## مسيرته الدولية

### كأس الخليج 2007
وقد سجل هدف في مرمى منتخب عمان لكرة القدم.

### كأس الخليج 2009
لم يشارك في أول مباراتين في البطولة، وقال بأنه سعيد بتحقيق المنتخب لمثل هذه النتائج بتعادلهم أمام منتخب عمان لكرة القدم وفوزهم على منتخب البحرين لكرة القدم، وأكد بأن مشاركته في المباريات ليست مهمة بل الأهم هو فوز المنتخب وأنه رهن إشارة المدرب محمد إبراهيم ، وشارك في المباراة الثالثة أمام منتخب العراق لكرة القدم، وهي المشاركة الأولى له في كأس الخليج 2009.
أهدافه مع المنتخب
| # | التاريخ       | المكان                         | الفريق المنافس | النتيجة وقت تسجيل الهدف | النتيجة النهائية | مناسبة المباراة                         |
| - | ------------- | ------------------------------ | -------------- | ----------------------- | ---------------- | --------------------------------------- |
| 1 | 20 يناير 2007 | أبوظبي، ملعب محمد بن زايد      | سلطنة عمان     | 0-1                     | 1-2              | كأس الخليج 2007                         |
| 2 | 26 مارس 2008  | مدينة الكويت، ملعب نادي الكويت | إيران          | 1-2                     | 2-2              | تصفيات آسيا لكأس العالم لكرة القدم 2010 |

## مشكلته مع الفيديو
في يوم 8 مارس 2009 أصدر اللاعب بيانا صحفيا ينفي فيه علاقته بمقطع فيديو صور عن طريق أحد الهواتف يظهر فيه اللاعب يقوم فيه بأمور شاذة، وجاء البيان كالتالي:
وقال الرشيدي «أهيب بأهل ديرتي وعشيرتي الكرام، بعد تداول بعض الناس « بلوتوث « أرسله شخص لا يرقب في مؤمن عهداً ولا ذمة معدوم الضمير، يتعلق بشخص شبيه الصورة بي، فليس هذا مستغرباً في عصر تلعب فيه التكنولوجيا الإعلامية والمونتاج دوراً كبيراً في التلفيق والتدليس وإعطاء غير الحقيقة التي ينشدها الجميع.
واضاف: فأقول انني بريء مما جاء بها فربما يتراءى لمن يعرفني بأن الصورة خاصة بي للشبه الكبير الذي يجمعني مع هذا الشخص والحقيقة التي يجب ان يعرفها الجميع انني بعيد كل البعد عن هذا الفعل المشين وبعيد أيضا عن اي فعل يغضب الباري عز وجل ومن يريد التأكد من ذلك فعليه ان يسأل جميع الاداريين والمدربين واللاعبين الذين عاصروني منذ دخولي الوسط الرياضي.
ونوه الرشيدي ان من يدور في ذهنه ان هذه الصورة تتعلق بي اقول لهم: لست أعز على الله سبحانه وتعالى من أم المؤمنين السيدة عائشة بنت ابي بكر الصديق زوج النبي صلى الله عليه وسلم، فقد حدث معها حادثة الافك وقالوا عنها ما قالوا، وقد برأها الله من فوق سبع سماوات في قرآنه العظيم. واكد الرشيدي في بيانه انه سيقوم بتحريك دعوة جزائية لمعرفة من تجرأ ولفق هذه الاعمال المشينة بي حتى أكشف للشارع الرياضي حقيقة فهد الرشيدي الذي يضع بين عينيه رفعة شأن بلده في المحافل والبطولات التي يشارك بها. 
وقال رئيس نادي السالمية عبد الله الطريجي بأن النادي يساند اللاعب في هذه المشكلة، وقال بأنه أجرى اتصالا مع اللاعب وأوضح بأن كل ما حدث هو إدعاءات باطلة لمحاولة لتشويه صورته، وقال الطريجي بأنه يعرف اللاعب شخصيا وأنه ملتزم دينيا ويحافظ على الصلاة ولا يمكن أن يقوم بمثل هذه الأمور ، وقد أكد مجلس إدارة نادي التضامن الكويتي عند دعمه للاعب، وقال رئيس نادي التضامن الكويتي خالد رابح بأن إدارة النادي تستنكر مثل هذا الفعل مشيرا إلى أن اللاعب مشهود له بالأخلاق العالية ، وقد أعتذر عن المشاركة مع منتخب الكويت لكرة القدم في نفس اليوم لظروف خاصة ، وقد غاب عن مباراة نادي السالمية ونادي التضامن الكويتي في الدوري الكويتي 2008/2009 في يوم 13 مارس 2009 لظروف خاصة.

## روابط خارجية
- فهد الرشيدي على موقع ناشيونال فوتبول تيمز (الإنجليزية)